# 나이지리아-대한민국 관계
대한민국과 나이지리아는 1980년 2월 22일에 수교하였다. 상주공관 설치 전에 무역관은 이미 존재하였으며, 대한민국은 1980년에 나이지리아 수도 라고스에 대사관을 설치하였다. 이후 나이지리아는 1987년에 한국 수도 서울에 대사관을 설치하였다. 나이지리아는 한국이 아프리카에 처음으로 한국문화원을 설치한 국가이기도 하다. 2010년에는 한국과 나이지리아 수교를 30주년을 맞이하였다. 2022년에는 나이지리아 부하라 대통령이 한국을 방문하였는데 이는 10년만에 방한이다.

## 같이 보기
- 나이지리아의 대외 관계
- 대한민국의 대외 관계